# Nor Nork
Nor Nork (en arménien Նոր Նորք) est un des douze districts d'Erevan, la capitale de l'Arménie, construit dans les années 1980 pour pallier le manque de logements. Il n'est constitué que de barres d'immeubles à l'architecture soviétique qu'on appelle en arménien des massives (Մասիվ).

## Situation
D'une superficie de 1 447 hectares, il est situé sur les hauteurs à l'est de la ville. Sa population est de 144 500 habitants.

## Administration
Le district est composé d'un unique quartier.